# Delfí Geli
Delfí Geli i Roura (født 22. april 1969 i Salt, Spanien) er en spansk tidligere fodboldspiller (højre back). Han spillede fire kampe for Spaniens landshold.
Geli spillede hele sin karriere i hjemlandet, hvor han blandt andet repræsenterede FC Barcelona, Atlético Madrid og Albacete. Han vandt både det spanske mesterskab og pokalturneringen Copa del Rey med Atlético i 1996.

## Titler
La Liga
- 1996 med Atlético Madrid

Copa del Rey
- 1996 med Atlético Madrid